# Paracilicaea fimbriata
Paracilicaea fimbriata är en kräftdjursart som beskrevs av Kussakin, Malyutina och Rostomov 1990 incertae sed. Paracilicaea fimbriata ingår i släktet Paracilicaea och familjen klotkräftor. Inga underarter finns listade i Catalogue of Life.